# 漢晋春秋司馬仲達伝三国志 しばちゅうさん
『漢晋春秋司馬仲達伝三国志 しばちゅうさん』（かんしんしゅんじゅうしばちゅうたつでんさんごくし しばちゅうさん）は、末弘による日本のギャグ漫画作品。講談社の『イブニング』にて2010年22号より2013年23号まで連載。

## 特徴
正史（『三国志』・『晋書』）や『三国志演義』での記述を意図的に拡大解釈または曲解した表現が特徴であり、悪役として見られることが多かった司馬懿、また彼の妻である張春華が主人公である。あくまで司馬懿の周囲を中心に描写しており、著名な戦いである赤壁の戦いの回の大部分が司馬懿の家の中の話になっていたり、司馬懿と大きな接点がない時期の呉を「アレ」と遠まわしな呼び方をしたりしている。

## 主要登場人物

### 魏
しばちゅう
本名、司馬懿仲達。優秀な役人だが、争い事や危険が大嫌いで何事にもやる気の無い性格。面倒を頼まれそうになると仮病で逃げる。曹丕の四人の友人である四友の一人。
張春華
しばちゅうの妻であり、彼からは「奥さん」「奥様」と呼ばれる。字の読み間違いが多い曹丕から「ハルカちゃん」と呼ばれたこともあった。しばちゅうを守るためなら手段を選ばない有言実行の人で、鉄疾黎骨朶や有害物質の詰まったカラーボール等の危険物でしばちゅうの害になる人物に攻撃を加えるが、邪魔者と判断されているのかその矛先は曹操や曹丕、さらには巻き込まれる形でしばちゅうに向かうことも多い。しばちゅうはそんな彼女の尻に敷かれる一方で依存しきっており、誤解から彼女が実家に帰ってしまった時は重度の引き籠りになってしまう。
曹操
魏の王（作中の時期により王位に着いていない時期もある）。人材マニアで、有能な人を見るや部下にしなければ気が済まない強引な性格。蜀やアレを倒し天下統一を狙う。春華のカラーボール中毒になったり、管路を未来から来た預言者というなど、行動と言動がかなり怪しい人になっている。また背の低い小男であることを気にしており、極端に長い帽子をかぶってごまかしている。
荀彧
　　曹操の家臣。儒の人脈を使い、郭嘉やしばちゅうを推挙したり、二虎競食の計を献策するなどの活躍を見せた。「我が子房って呼び辛いよネ」とのことでジュンジュン、チャオチャオ（ピン音で曹操はCáo Cāo）と呼び合う仲だった。
曹丕
曹操の息子。大のフルーツ好き。横暴で側近のしばちゅうをこき使う。弟の曹植と後継者争いをしており、しばちゅうも頻繁に巻き込まれる。司馬懿の他の四友には、頭が悪い呉質、名前を覚えてもらえない朱鑠、生真面目でふざけることが嫌いながら、渋々彼らに付き合うことになった陳羣がいる。
曹植
曹操の息子。元は兄である曹丕を見下し自己愛の強い男だったが、曹丕が後継者と確定してからは一転して自信を失い自堕落な生活を送るようになる。詩作の才能があり、作中では頻繁に彼の現存する詩が引用されている。曹植の四友にはなぞなぞが得意な楊脩、容姿が醜い丁儀、彼の弟で大男の丁廙、ギャグやジョークが好きな邯鄲淳がいる。

### 蜀
劉備
蜀の王。肥満体で常に気色の悪い笑顔を浮かべており、常にノリを重視し考えなしに行動し、自己顕示欲が強く執念深い。程度の低いオヤジギャグを好んで口にする。これらのことから配下からも蔑視されることが多いが、作中ではその都度「人格者」等の注釈が入る。
諸葛孔明
蜀の軍師でしばちゅうのライバルっぽく振舞う人物。常に思わせぶりな独り言をつぶやいている。常に全ては自分の計算通りだと口にし超然とした態度を崩さないが、被っている帽子には彼の本心が表記される。
黄月英
孔明の妻。世界観をぶち壊すショートヘアにオーバーオールと言ういでたちで、世界観をぶち壊す数々のメカを駆使する。

### 呉
孫権
アレを束ねる人物。台詞がほぼ全て怒号となっており、常に暴れまわっている。
諸葛瑾
孫権の配下で諸葛孔明の兄。物腰が柔和で真面目そうな人物だが、持ちネタの「馬面」は非常に完成度が高い。しばちゅうに孫権の言葉を訳すが、内容が増えているなどその信憑性には疑問符が付く。

### その他
左慈
怪しげな術を操る方士。曹操および魏の滅亡を目論み暗躍する。
シバ神
春華が召喚した「司馬家の守り神」。だがしばちゅうはその存在を知らなかった。その姿は三国志の世界観と全く合致していない。「司馬家に害をなすものに天罰を与える」という触れ込みだが、曹操たちも邪魔者と見做しているのか、赤壁の戦いで彼の頭上に稲妻を落とし、船団を炎上させている。

## 単行本
- 末弘『漢晋春秋司馬仲達伝三国志 しばちゅうさん』 講談社〈イブニングKC〉、全5巻
  1. 2011年10月21日初版発行（同日発売[3]）、ISBN 978-4-06-352384-3
  2. 2012年05月23日初版発行（同日発売[3]）、ISBN 978-4-06-352418-5
  3. 2012年11月22日初版発行（同日発売[3]）、ISBN 978-4-06-352443-7
  4. 2013年6月21日初版発行（同日発売[3]）、ISBN 978-4-06-352469-7
  5. 2013年12月20日初版発行（同日発売[3]）、ISBN 978-4-06-352499-4